# Alex Rider (tiểu thuyết)
Alex Rider (IPA: /ˈæləks ˈraɪdə/) là bộ tiểu thuyết tình báo cho thanh thiếu niên về một điệp viên nhỏ tuổi có tên là Alex Rider, đã được xuất bản thành sách và phát hành bắt đầu từ năm 2000 cho đến nay, gồm 13 cuốn. Ngoài 13 cuốn là nội dung chủ yếu, bộ truyện còn kèm theo sáu truyện tranh, bảy truyện ngắn và một cuốn bổ sung. Tại Vương quốc Anh, cuốn tiểu thuyết đầu tiên (tập 1) phát hành  vào năm 2000, cuốn cuối cùng (tập 13) phát hành năm 2020. Bộ tiểu thuyết được Walker Books ở Anh xuất bản. Ở Việt Nam, một số cuốn trong bộ tiểu thuyết này đã được dịch ra tiếng Việt.
Tác giả của bộ truyện này là Anthony Horowitz - một nhà văn người Anh chuyên viết tiểu thuyết và kịch bản đã nổi tiếng về các tác phẩm The Diamond Brothers (anh em kim cương), The Power of Five (Người gác cổng), Sherlock Holmes, v.v.
Bộ tiểu thuyết này nổi tiếng vì là một tác phẩm văn học thuộc thể loại tiểu thuyết ly kỳ pha với hoạt động tình báo (spy fiction), kết hợp phiêu lưu, đã hấp dẫn nhiều lứa tuổi, hiện rất phổ biến ở nhiều nước châu Âu, châu Mỹ. Sách được bán rất chạy, hiện đã bán được trên 9 triệu bản hoặc có thể hơn nữa. Một số tập của bộ tiểu thuyết đã được chuyển thể thành phim chiếu rạp (từ 2006), thành phim truyền hình (từ 2020) với tựa đề cùng tên. Ngoài ra một số nội dung trong cốt truyện còn được chuyển thể thành trò chơi điện tử "Alex Rider Game". Ở Việt Nam, phần I của bộ phim truyền hình cùng tên là Alex Rider đã công chiếu trên kênh AXN châu Á từ tháng 3 năm 2021.

## Danh sách bộ tiểu thuyết
1. Stormbreaker - phát hành ngày 4 tháng 9 năm 2000. Chuyển thể truyện tranh phát hành ngày 3 tháng 7 năm 2006.
2. Point Blanc - phát hành ngày 3 tháng 9 năm 2001. Chuyển thể truyện tranh phát hành ngày 27 tháng 12 năm 2007.
3. Skeleton Key - phát hành ngày 8 tháng 7 năm 2002. Chuyển thể truyện tranh phát hành ngày 7 tháng 9 năm 2009.
4. Eagle Strike - phát hành ngày 7 tháng 4 năm 2003. Chuyển thể truyện tranh phát hành ngày 6 tháng 7 năm 2012.
5. Scorpia - phát hành ngày 1 tháng 4 năm 2004. Chuyển thể truyện tranh phát hành  tháng 2 năm 2016.
6. Ark Angel - phát hành ngày 1 tháng 4 năm 2005.
7. Snakehead - phát hành ngày 31 tháng 10 năm 2007.
8. Crocodile Tears - phát hành ngày 11 tháng 11 năm 2009.
9. Scorpia Rising - phát hành ngày 21 tháng 3 năm 2011 ở Úc, ngày 22 tháng 3 năm 2011 ở Mỹ, ngày 31 tháng 3 năm 2011 ở Anh.
10. Russian Roulette - phát hành ngày 12 tháng 9 năm 2013
11. Never Say Die - phát hành ngày 1 tháng 6 năm 2017 tại Anh, vào ngày 10 tháng 10 năm 2017 tại Mỹ
12. Secret Weapon - phát hành vào ngày 4 tháng 4 năm 2019
13. Nightshade - phát hành vào ngày 2 tháng 4 năm 2020 tại Anh.

## Tóm tắt nội dung

### Cuốn 1. Stormbreaker(máy tính Stom-brây-cơ)

(Ảnh minh hoạ)

(Trong nguyên bản tiếng Anh, cuốn tiểu thuyết này dày 256 trang)
- Alex Rider là học sinh Luân Đôn mới 14 tuổi, cha mẹ đã mất, sống cùng Ian Rider là chú ruột và là người giám hộ hợp pháp. Một ngày nọ, Alex được thông báo chú Ian đã chết trong một vụ tai nạn xe hơi do không thắt dây an toàn. Vì biết chắc chú mình rất cẩn thận, nên Alex nghi ngờ và tự điều tra, xâm nhập vào cơ quan của chú và phát hiện chú thực ra là một điệp viên và bị sát hại bằng nhiều phát đạn. Alex bị bắt, gặp người đứng đầu MI6 là Alan Blunt và cấp phó là bà Tulip Jones. Họ tiết lộ sự thật về công việc của chú anh ta và giải thích rằng họ đã cử Ian đi điều tra Herod Sayle, một triệu phú người Liban đã phát triển loại máy tính rất hiện đại lấy tên Stormbreaker (/stɔːm ˈbreɪkə/) và sẽ tặng cho tất cả các trường học Anh, để cám ơn sự cưu mang của nước Anh hồi ông ta còn nhỏ và bị cơ nhỡ.
- Trong lần liên lạc cuối cùng với MI6, Ian đã báo cáo máy tính này có thể rất nguy hiểm. Tuy nhiên, trước khi giải thích với MI6, Ian đã bị sát thủ Yassen Gregorovich bắn chết. Với ý đồ tuyển dụng Alex để cử đi hoàn thành nhiệm vụ dang dở của Ian, MI6 vừa dụ vừa ép Alex tham gia. Qua nhiều lần điều tra, Alex phát hiện ra máy tính này chứa một chất lỏng thực chất là virus sinh học để giết hại người dùng máy tính. Âm mưu này là để trả thù Thủ tướng Anh, vì hồi học cùng lớp, Sayle luôn bị vị thủ tướng này bắt nạt và chế riễu giọng nói và màu da. Cuối cùng, Alex đã phá vỡ kế hoạch nham hiểm này và thành công trong nhiệm vụ đầu tiên của mình.[5]

Ở Việt Nam, cuốn này đã được dịch ra tiếng Việt dưới tựa đề "Công Tắc Bão - cuộc phiêu lưu của Alex Rider", khổ nhỏ, dày 269 trang.

### Cuốn 2. Point Blanc(học viện Poanh blăng)

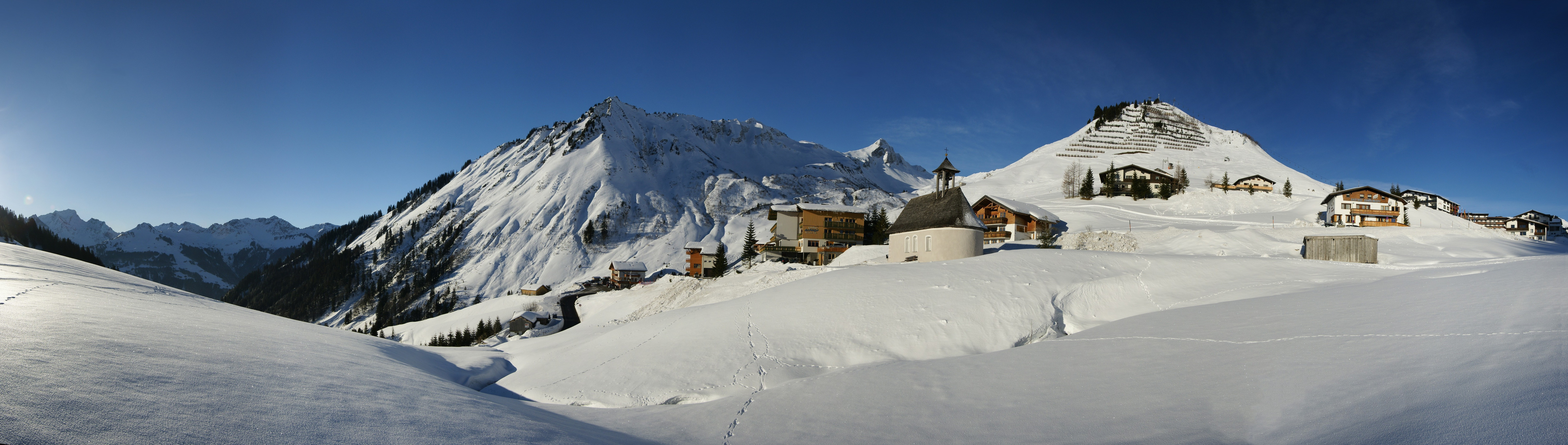
(Ảnh minh hoạ)

(Trong nguyên bản tiếng Anh, cuốn tiểu thuyết này dày 274 trang).
- Hai tỷ phú đã chết một cách khó hiểu vốn có quan hệ với MI6, họ đều có con trai đã tốt nghiệp trường Point Blanc (đỉnh tuyết trắng), thêm vào đó, điều tra của điệp viên Ian vừa bị ám sát cũng dẫn đến đầu mối này, nên MI6 tìm hiểu ngay và được biết đó là một học viện chỉ nhận giáo dục những đứa con ngỗ ngược, hư hỏng của các gia đình siêu giàu trên Thế giới. Học viện nằm trên một đỉnh núi ở dãy Anpơ thuộc địa phận của Pháp, do một nhà khoa học là Tiến sĩ Hugo Grief làm giám đốc. MI6 cử Alex đóng giả một học sinh, là con trai hỗn láo của một tỉ phú, đến đó học để điều tra.
- Qua một thời gian điều tra, Alex phát hiện học viện này thực chất là một tổ chức tội ác: TS Grief đã thay các học sinh được gửi đến (bản gốc) bằng bản sao (copy) của chính họ bằng công nghệ nhân bản. Các bản gốc bị giam và bị khai thác mọi thông tin cá nhân và gia đình để các bản sao nắm được. Khi bản sao nắm hết các điều cần biết, thì coi như đã "tốt nghiệp" và trở về nhà, làm theo lệnh của Grief, nhờ đó Grief có khả năng nắm giữ tài sản cũng như quyền lực thống trị nhiều nơi trên Thế giới. Alex đã giúp MI6 phá vỡ kế hoạch này.

Ở Việt Nam, cuốn này đã được dịch ra tiếng Việt dưới tựa đề "Đỉnh tuyết - cuộc phiêu lưu của Alex Rider", khổ nhỏ, dày 308 trang.

### Cuốn 3. Skeleton Key(đảo xương người)

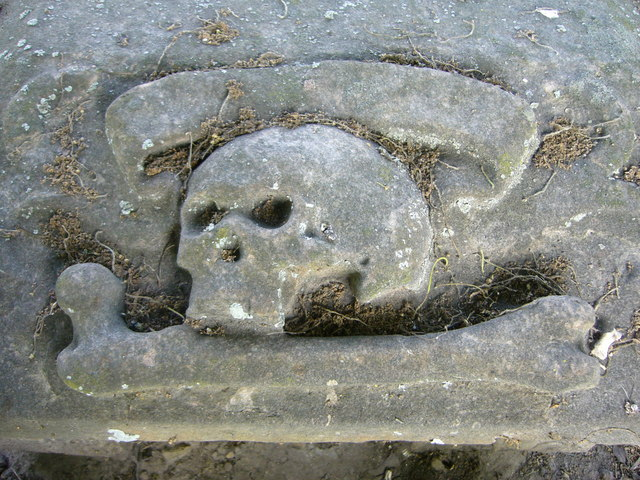
(Ảnh minh hoạ)

(Trong nguyên bản tiếng Anh, cuốn tiểu thuyết này dày 327 trang).
- Sau một điệp vụ, Alex đứng trước nguy cơ bị ám sát, buộc phải rời Anh, nên MI6 cử Alex thực hiện một nhiệm vụ ở Cuba, phối hợp hoạt động với hai nhân viên CIA, điều tra một tướng cũ của Liên Xô là Alexei Sarov, về vũ khí hạt nhân và nghi vấn về mưu đồ của ông này với Tổng thống Nga đương nhiệm là Boris Kiriyenko (hư cấu), vốn là bạn thời thơ ấu của Sarov. Nhiệm vụ bắt buộc họ có mặt ở một hòn đảo hư cấu của Cuba tên là Cayo Esqueleto (hòn đảo bộ xương). Trong quá trình hoạt động, hai nhân viên bị chết, còn Alex - trải qua nhiều thăng trầm - được Sarov nhận làm con nuôi vì rất giống con trai ông ta đã mất ở Afghanistan, cho đi cùng chuyến tàu chở bom hạt nhân để thực hiện mưu đồ phá hoại nhiều quốc gia châu Âu, nhân đó đổ lỗi cho Tổng thống Kiriyenko, tạo đảo chính để mình lên ngôi. Sau hàng loạt biến cố, Alex đã cản được vụ nổ bom của Sarov, vừa nhằm thực hiện dự định lật đổ tổng thống, vừa để tự tử vì biết kế hoạch đã hỏng.
- Trước đó, Alex được MI6 cử tham dự Wimbledon để điều tra một vụ đột nhập. Ở đây, cậu ta đã kết bạn với một thiếu nữ nhà giàu xinh đẹp tên là Sabina Pleasure.

Ở Việt Nam, cuốn này đã được dịch ra tiếng Việt dưới tựa đề "Hòn đảo bộ xương - cuộc phiêu lưu của Alex Rider"", khổ nhỏ, dày 370 trang.

### Cuốn 4. Eagle Strike(cú đánh đại bàng)

(Ảnh minh hoạ)

(Trong nguyên bản tiếng Anh, cuốn tiểu thuyết này dày 322 trang).
- Sabina Pleasurera rủ Alex đi nghỉ với gia đình ở một bãi biển Pháp. Ở đây, Alex gặp Yassen "mặt sẹo" và biết sát thủ này đang theo dõi tỷ phú Damian Cray. Alex cũng nghi ngờ Cray, báo cho bà Jones, nhưng không thuyết phục được MI6 cùng tham gia, nên tự điều tra. Cray phát hiện ra và bắt Alex, nhốt vào làm phiên bản đời thực trong trò chơi điện tử "Feathered Serpent" (rắn lông chim) của ông ta. Alex trốn thoát và đánh cắp ổ đĩa của Cray, nhưng ông ta bắt cóc Sabina, buộc Alex phải trả lại.
- Cray có kế hoạch điên rồ gọi là "Eagle Strike" nhằm phóng các tên lửa mang đầu đạn hạt nhân đánh cắp của Hoa Kỳ để bắn vào các quốc gia sử dụng ma túy nhiều nhất Thế giới, từ đó xóa bỏ nạn buôn bán và tiêu thụ ma túy. Cray cho Yassen cùng đi và bắt Alex với Sabina nhốt trên Không lực Một, để thực hiện mưu đồ. Trên máy bay, mọi người mâu thuẫn, làm Cray nổi giận bắt Yassen giết Sabina và Alex, nhưng "mặt sẹo" từ chối. Cray bắn Yassen rồi tự tay giết Alex, nhưng Sabina ngăn cản và hai bạn đánh nhau với Cray, cuối cùng đẩy Cray rơi vào động cơ phản lực mà chết. Alex bị thương, nhưng vẫn cùng Sabina hủy được hành trình các tên lửa, cứu được tính mạng nhiều triệu người. Khi Yassen hấp hối đã tiết lộ với Alex rằng chính John Rider (cha của Alex) đã đào tạo mình thành sát thủ và cùng tham gia tổ chức Scorpia. Sau đó, Sabina từ biệt và cùng gia đình chuyển đến San Francisco; còn Alex nóng lòng đến Scorpia để biết về cha mình.

### Cuốn 5. Scorpia(hội bò cạp)

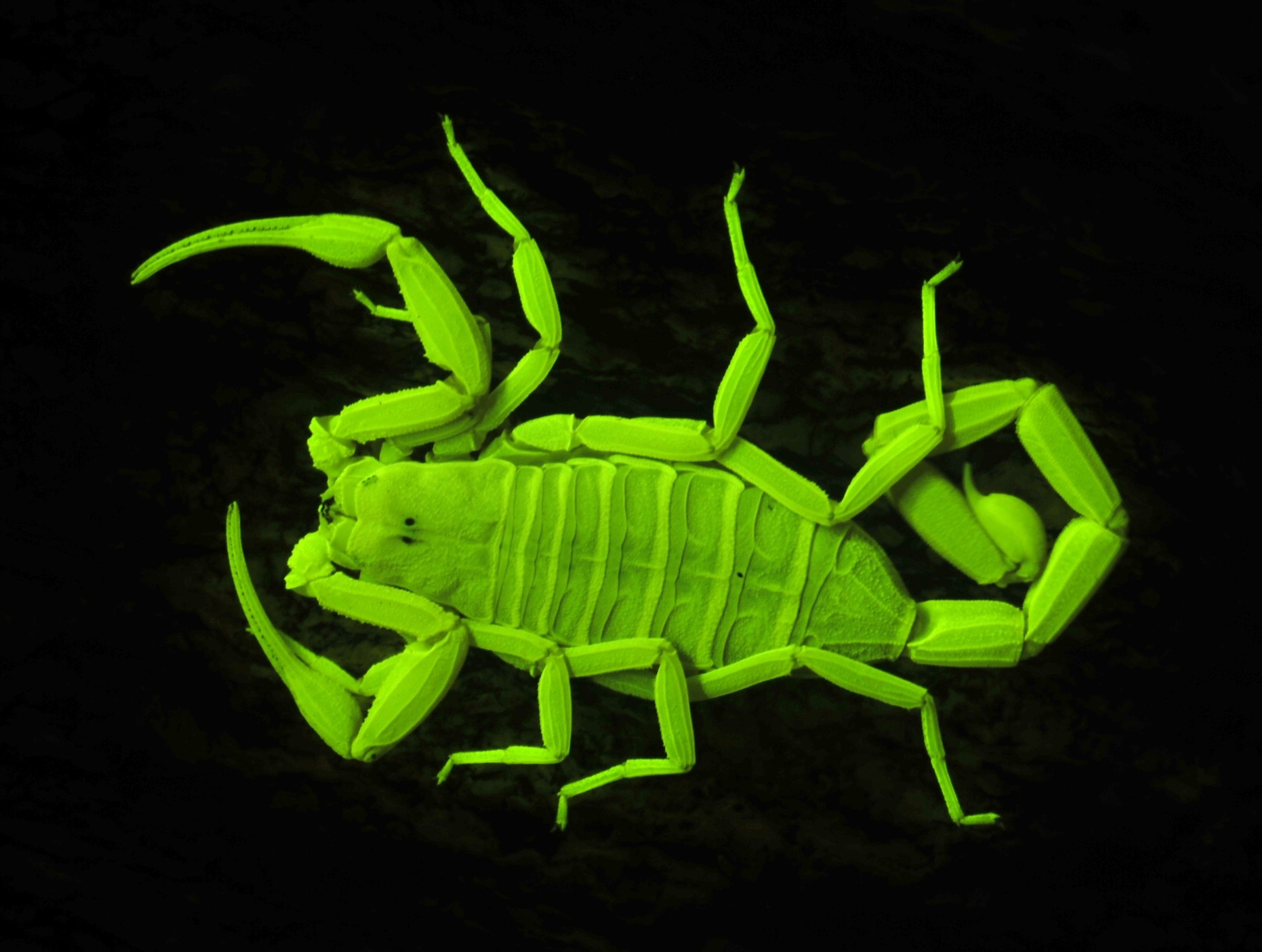
(Ảnh minh hoạ)

Tổ chức Scorpia là tên tắt của “Sabotage Corruption Intelligence Assassination” (phá hoại tham nhũng ám sát tình báo) mà tác giả hư cấu và cho viết tắt là “Scorpia”, gợi đến con bò cạp nguy hiểm.
- Tin lời của sát thủ Yassen, Alex tìm đến tổ chức “Scorpia” để hiểu thêm về cha mình. Alex được Scorpia tuyển dụng và đào tạo thành sát thủ, rồi phải nhận nhiệm vụ ám sát bà Jones, sếp trực tiếp của Alex trước kia ở MI6. Cải trang thành một cậu bé giao bánh pizza, Alex thâm nhập vào căn hộ của bà Jones, bắn bà, nhưng cuối cùng đã cho súng lệch đi.
- Alex bị MI6 bắt giữ. Alan Blunt thuyết phục "người quen cũ" trở về MI6 rồi quay lại Scorpia làm điệp viên hai mặt, giúp Chính phủ tìm hiểu thông tin về âm mưu sử dụng túi nano chứa thủy ngân trộn lẫn vắc xin dự định cung cấp cho đội bóng đá và toàn thể học sinh Luân Đôn. MI6 tạo ra cuộc vượt ngục giả để Alex trốn thoát. Sau nhiều nỗ lực, Alex đã góp phần ngăn chặn âm mưu gây chết người hàng loạt này. Bà Jones và Alan Blunt đã cho Alex biết về cha của cậu (là John Rider) vốn là một điệp viên MI6, nhưng được bố trí nằm vùng trong tổ chức Scorpia.

Cuối tập truyện, khi Alex đang trên phố thì bị một tay súng từ Scorpia bắn gục.

### Cuốn 6. Ark Angel(phi thuyền Thiên thần)

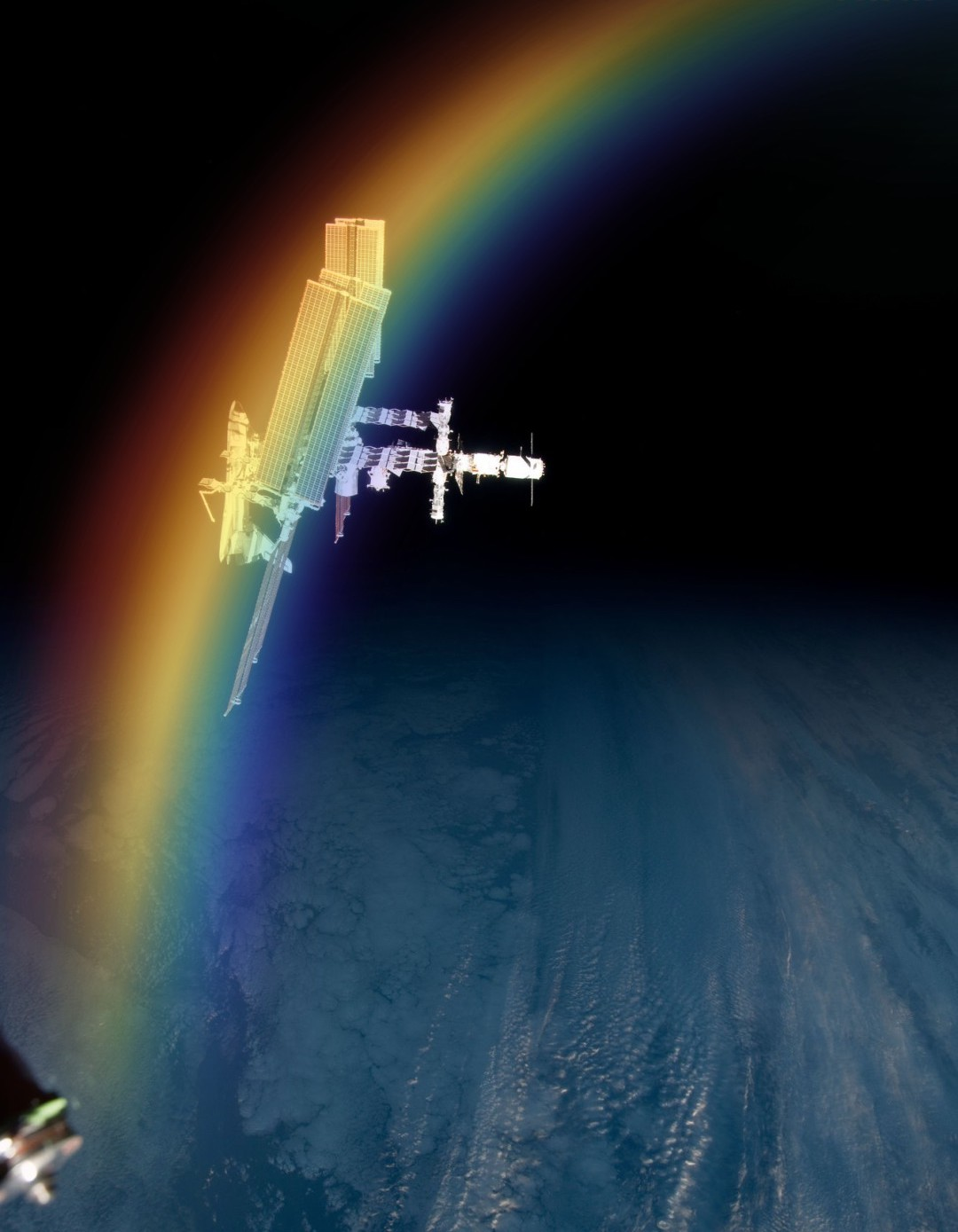
(Ảnh minh hoạ)

(Trong nguyên bản tiếng Anh, cuốn tiểu thuyết này dày 323 trang).
- Sau khi suýt chết vì bị bắn bởi sát thủ do Scorpia thuê, ở bệnh viện đang điều trị, Alex gặp Paul Drevin, con trai của tỷ phú người Nga tên là Nikolei Drevin. Một nhóm đột nhập vào bệnh viện bắt cóc Paul, nhưng Alex đã ngăn cản được và bị bắt. Sau đó, Alex thoát được và gặp lại Paul. Tỷ phú Nikolei mời Alex đến chơi nhà và du lịch như một lời cảm ơn vì đã cứu giúp con trai ông ta, rồi mời đến thành phố New York. Ở đây, giám đốc CIA là Joe Byrne đã khéo bố trí gặp Alex và tiết lộ rằng tài sản của tỷ phú Nikolei có được là do liên hệ với hoạt động của thế giới mafia và rửa tiền, nên muốn Alex cộng tác.
- Nhận nhiệm vụ điều tra về Nikolei Drevin, Alex phát hiện ông ta đã làm một khách sạn trong không gian tên là "Ark Angel", nhưng sẽ âm mưu phá huỷ nó như một tai nạn, sao cho mảnh vỡ rơi xuống sẽ tiêu huỷ Lầu Năm Góc, hủy luôn các bằng chứng của CIA về rửa tiền của ông ta, đồng thời có hy vọng được bảo hiểm tai nạn. Sau nhiều hoạt động, Alex bị lộ, trong lúc hỗn loạn Nikolei bắn Alex, nhưng Alex tránh được, còn Paul lại trúng đạn. CIA xông đến, Nikolei thoát lên máy bay riêng, nhưng máy bay bị rơi và chết.
- Alex phải lên tên lửa vào không gian đến phi thuyền Ark Angel để xử lý quả bom ở đó. Alex đã khéo léo thay đổi vị trí bom để các mảnh vỡ của " thiên thần" bị huỷ trong khí quyển, không gây thiệt hại. Alex hạ cánh xuống ngoài khơi bờ biển của Úc.

### Cuốn 7. Snakehead(đầu rắn)

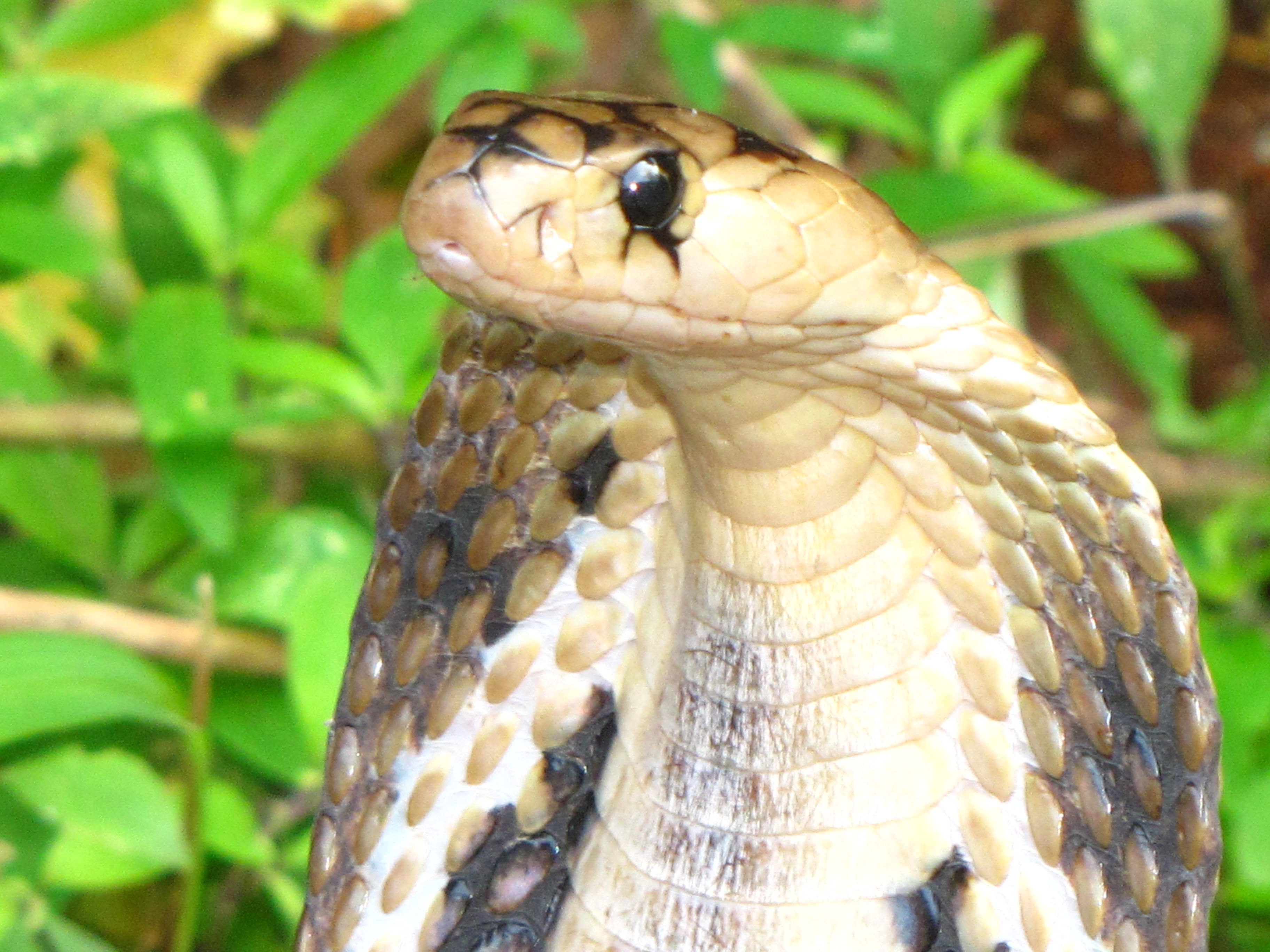
(Ảnh minh hoạ)

(Trong nguyên bản tiếng Anh, cuốn tiểu thuyết này dày 398 trang).
- Sau khi môđun rơi xuống biển châu Úc, Alex được cứu chữa và ASIS (Cơ quan Tình báo Bí mật Úc) tuyển dụng để điều tra âm mưu mới của hội bò cạp (Scorpia). Tổ chức tội phạm Scorpia này đã lên kế hoạch ám sát tám nhân vật nổi tiếng do tổ chức hội nghị đối đầu với hội nghị thượng đỉnh G8 dự định họp trên đảo Reef (hư cấu) ngoài bờ biển phía tây bắc Australia, đột nhập vào cơ quan nghiên cứu vũ khí của Bộ Quốc phòng và đánh cắp một quả bom biệt danh Royal Blue, là loại vũ khí huỷ diệt phát triển từ bom BLU-82 đã dùng ở Việt Nam. Chiến dịch này gọi là Snakehead, do thiếu tá Winston Yu của Scorpia điều hành.
- ASIS ghép Alex hoạt động cặp với Ash - vốn là bạn thân của cha và cũng là cha đỡ đầu của cậu ta - tham gia Snakehead dưới quyền của Winston Yu. Yu lấy được Royal Blue và định cho nổ dưới đường gãy của thềm lục địa. Qua nhiều cố gắng, Alex ngăn cản được và cho nổ quả bom sớm không gây thiệt hại; nạn nhân duy nhất là Yu vì có cấu trúc xương mỏng manh bị sóng xung kích huỷ vỡ.[7]

### Cuốn 8. Crocodile Tears(nước mắt cá sấu)

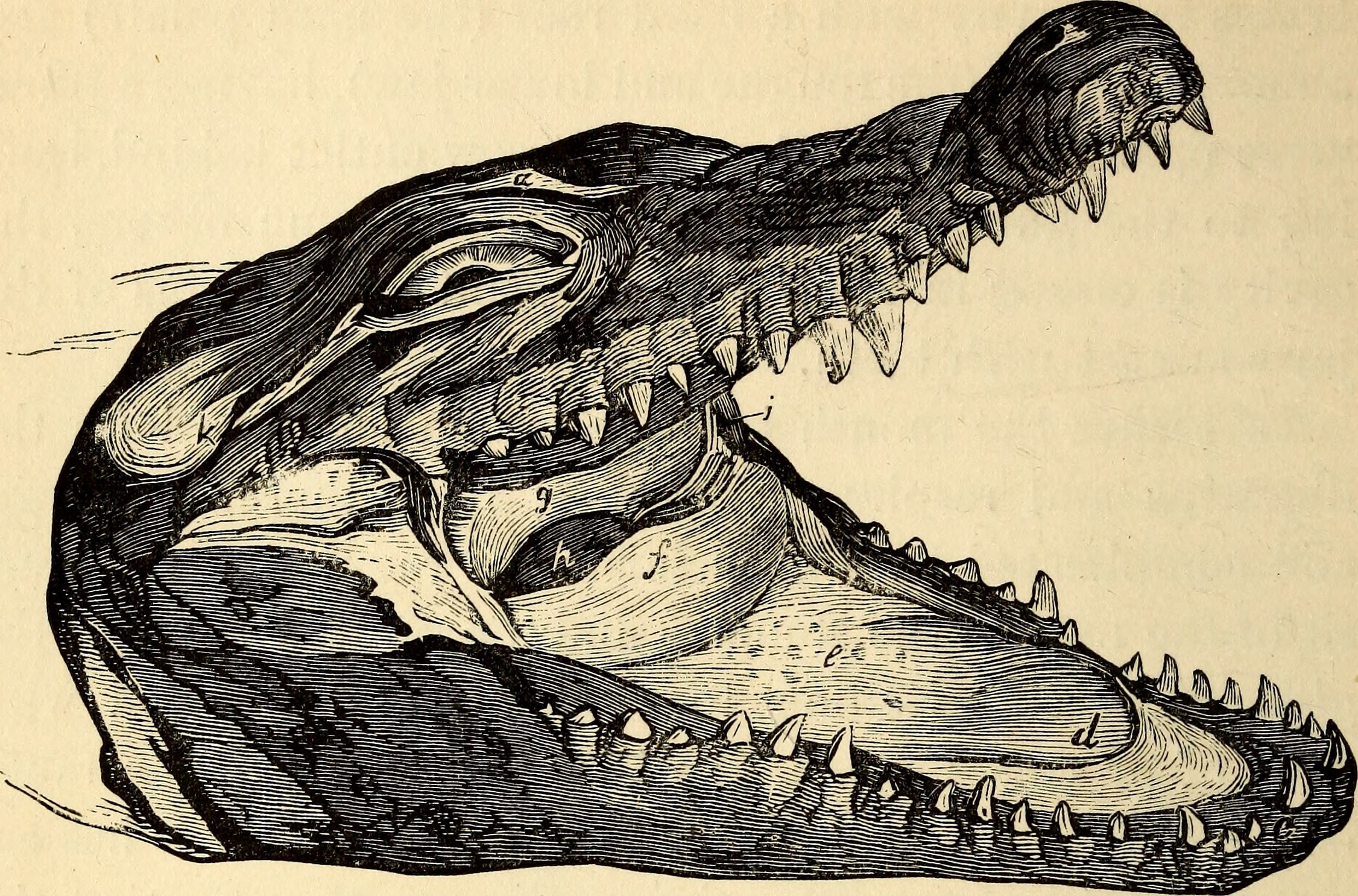
(Ảnh minh hoạ)

(Trong nguyên bản tiếng Anh, cuốn tiểu thuyết này dày 385 trang).
- Ở Anh có hội "First Aid" (hư cấu) là tổ chức từ thiện nổi tiếng với số tiền ủng hộ nhiều và nhanh nhất (như tên gọi của nó) cho các nạn nhân của mọi thảm hoạ.
- Bạn gái Sabina của Alex cùng gia đình vốn ở San Francisco, nhưng cả gia đình cô đi du lịch và mời Alex đến Scotland với họ. Ở đây họ được mời dự tiệc Giáng sinh tại lâu đài của tỉ phú Desmond McCain, nhờ vậy Alex biết hội từ thiện "First Aid" chính là do McCain sáng lập. Tuy nhiên, sau nhiều hoạt động và điều tra, Alex biết được hội này thực chất là tổ chức tội phạm cố tình gây thảm hoạ rồi thu tiền từ thiện kiếm lời, như con cá sấu lừa được con mồi vào bẫy rồi vờ khóc lóc khi ngấu nghiến ăn thịt mồi.
- Alex bị lộ, McCain bắt giam rồi treo cậu lủng lẳng trên một sông lúc nhúc cá sấu để tra hỏi. Tuy nhiên, Rahim đã cứu thoát Alex, vì người này là đặc nhiệm ở tổ chức tình báo R&AW của Ấn Độ, có mối thù với McCain đã gây thảm hoạ cho đồng bào mình. Alex và Rahim còn biết thêm rằng McCain đang âm mưu đầu độc người và tài nguyên tại Kenya, để tạo ra thảm hoạ tự nhiên hòng thu tiền từ thiện. Cuối cùng, họ phá vỡ kế hoạch của McCain, nhưng khi đi trốn, thì McCain đã giết Rahim, còn Alex giết được McCain nhờ cây bút chất nổ dẻo do MI6 trang bị, nhưng cũng bị bỏng nặng.
- Alex được đưa về Anh điều trị. Bà Jones đến thăm và hứa MI6 sẽ không sử dụng cậu bé vừa sinh nhật lần thứ 15 này làm nhiệm vụ nữa.

### Cuốn 9. Scorpia Rising(bò cạp vểnh đuôi)

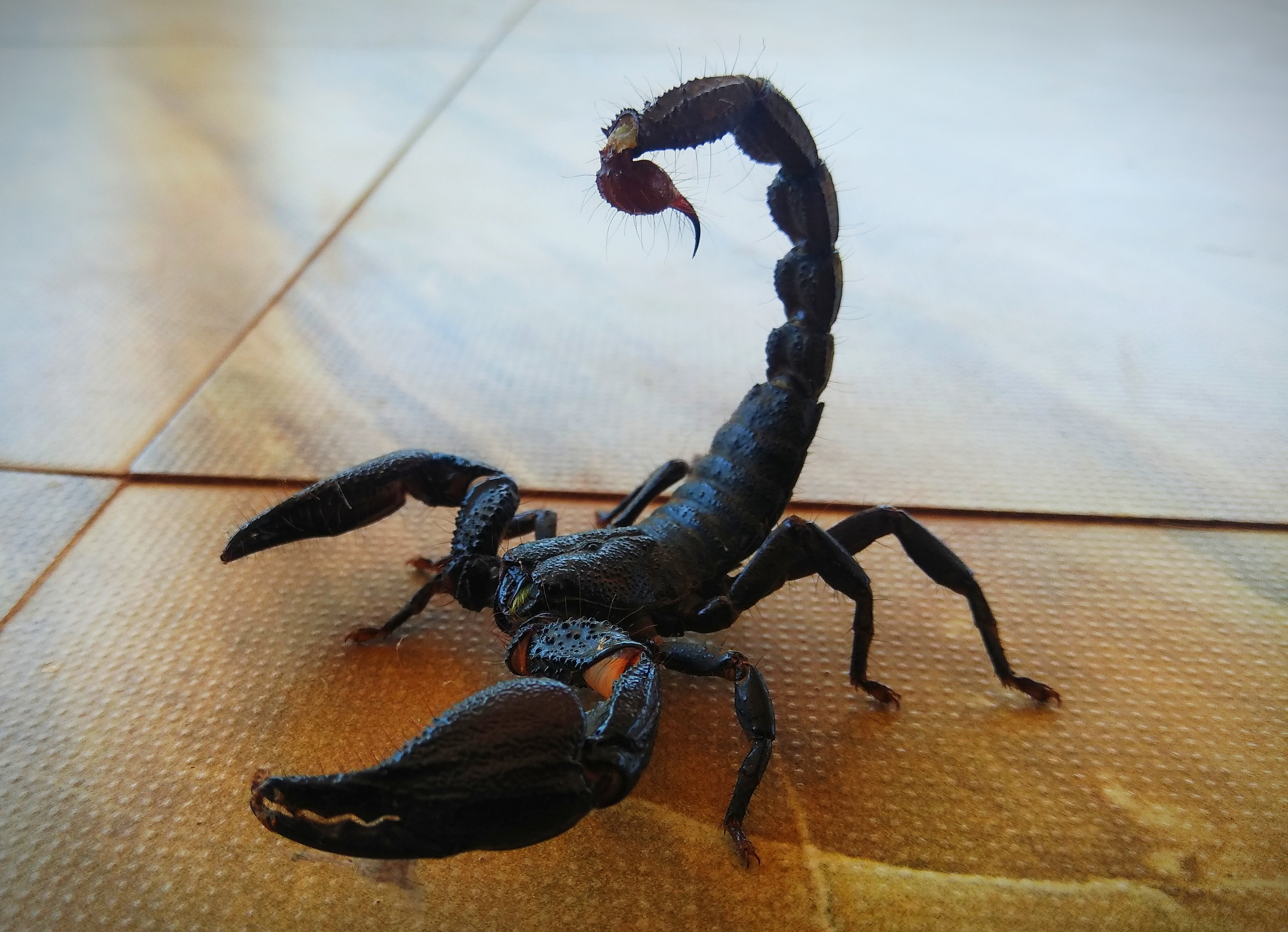
(Ảnh minh hoạ)

(Trong nguyên bản tiếng Anh, cuốn tiểu thuyết này dày 416 trang).
- Tỷ phú người Hy Lạp là Yannis Ariston Xenopolos thuê Zeljan Kurst là trùm của Scorpia (hội bò cạp) lấy lại bộ sưu tập quý giá Elgin Marbles của Hy Lạp đang trưng bày ở Anh về Tổ quốc mình. Các sếp của Scorpia cử Abudl-Aziz al-Razim làm phi vụ này. Razim vốn là cựu đặc vụ Mukhabarat và thành viên Al-Qaeda.
- Kế hoạch của Scorpia là giả vờ làm một con đường đến Cairo ở Ai Cập. MI6 bị lừa, nên Alex được cử đóng vai sinh viên du học đến Cairo để điều tra thêm. Ở đó, Alex gặp Julius Grief bản sao vốn từ Point Blanc, đã trốn thoát khỏi một nhà tù của MI6, được Scorpia giải thoát để thực hiện mưu đồ. Sau nhiều biến cố,  Alex cố gắng ngăn chặn kế hoạch của Scorpia và giết được Julius. Nhưng Jack Starbright - người mà Alex coi như chị ruột, đòi đi cùng và MI6 miễn cưỡng đồng ý - đã bị Scorpia đưa đi mất tích.
- Sau đó, CIA tấn công, ông trùm Zeljan Kurst bị chết và nhiều thành viên Scorpia bị tiêu diệt hoặc bị bắt, làm Scorpia nhanh chóng tan rã. Ở Anh, ông Blunt nghỉ hưu và bà Jones lên thay. Còn Alex đã có người giám hộ mới là ông Edward Pleasure, cha của cô bạn gái xinh đẹp Sabina. Alex rời Ai Cập để đến San Francisco đoàn tụ với Sabina, và định sẽ không quay trở lại cuộc sống làm điệp viên đầy nguy hiểm nữa.

### Cuốn 10. Russian Roulette(cò quay Nga)

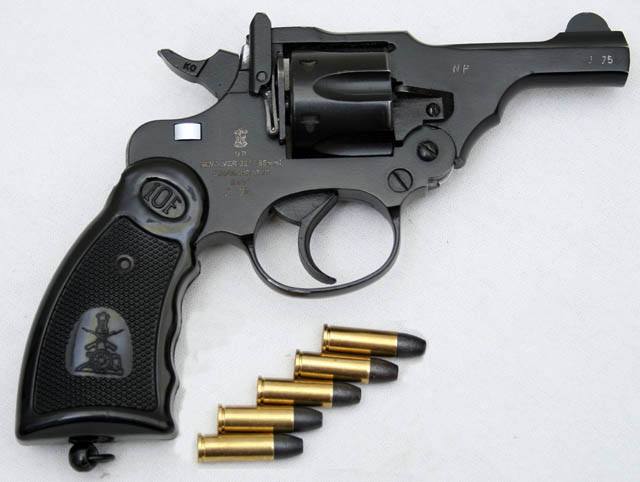
(Ảnh minh hoạ)

(Trong nguyên bản tiếng Anh, cuốn tiểu thuyết này dày 432 trang).
Tập này “biến” nhân vật phụ Yassen Gregorovich có bộ mặt sẹo thành nhân vật chính, qua quá trình tái hiện quá khứ của sát thủ khét tiếng này. Đây là nhân vật phản diện, chuyên giết người theo hợp đồng, nhưng lại có sức lôi cuốn người đọc, vì bên cạnh dòng “máu lạnh”, nhân vật này lại quý trẻ em, biết ơn, sống tình cảm và nhiều lần cứu sống Alex.
- Thời thơ ấu, Yassen ở một ngôi làng nhỏ của Nga, rồi cha mẹ chết, phải ra thành phố, lang thang trên các con đường của Moskva, sống bằng trộm cắp, cuối cùng gia nhập một băng trộm. Yassen thuyết phục băng đi ăn trộm một nhà giàu là Vladimir Sharkovsky, mà cậu ta tình cờ biết. Là người nhỏ nhất trong băng, Yassen được phân công chui vào nhà, nhưng Sharkovsky bắt được và buộc cậu ta “chơi” với mình trò cò quay Nga với khẩu súng côn nạp chỉ một viên đạn. Yassen may không chết và bị giữ làm nô lệ.
- Qua nhiều lần đào tẩu thất bại, ba năm sau Yassen trốn thoát, rồi gia nhập Scorpia (hội bò cạp) lúc 19 tuổi,  trải qua nhiều tháng được huấn luyện thành sát thủ. Tuy nhiên cậu ta lại không muốn giết người và thậm chí đã không thực hiện nổi "hợp đồng" đầu tiên. Chính John Rider (cha của Alex, người của MI6 cài vào Scorpia) đã kèm cặp, huấn luyện qua các hoạt động cùng cậu ta. Sau đó, Yassen biết được chính Sharkovsky đã hại chết cha mẹ mình, nên đột nhập vào dinh thự của Sharkovsky, tiết lộ nguồn gốc thật của mình, cũng như mối thù giết cha mẹ, rồi buộc Sharkovsky chơi lại trò cò quay Nga, nhưng lần này nạp những năm viên đạn. Yassen sống, còn Sharkovsky chết - đó là “tác phẩm” đầu tiên của sát thủ.
- Khi hoạt động ở Scorpia, cha Alex lấy biệt danh là Hunter (thợ săn), còn Cossack (cô-dắc) là biệt danh của cậu học trò Yassen. Hai thày trò  tạo thành một "cặp đôi" sát thủ, đã cùng nhau tiến hành nhiều điệp vụ, trong đó có vụ ở một rừng rậm Cossack bị nhện góa phụ đen sắp đốt, thì Hunter từ xa rút súng bắn chết nhện, để lại vết sẹo "kỉ niệm". Chính kỉ niệm của 15 năm trước này đã làm Yassen chống lại nhiều mệnh lệnh của Scorpia bắt mình giết Alex, để trả ơn John. Yassen kể những chuyện này cho Alex lúc hấp hối (cuối cuốn 4) và khuyên Alex hãy sống một cuộc đời bình thường, đừng làm điệp viên.

### Cuốn 11. Never Say Die(không ngại chết)

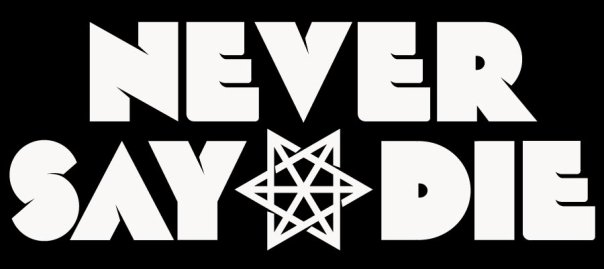
(Ảnh minh hoạ)

(Trong nguyên bản tiếng Anh, cuốn tiểu thuyết này dày 384 trang)
- Một phụ nữ người Serbia vào một triển lãm hàng không ở Suffolk (phía Bắc nước Anh) và đánh cắp được chiếc trực thăng khổng lồ Sikorsky CH-53E Super Stallion của Không lực Hoa Kỳ đang trưng bày ở đó rồi bay đi mất tích. MI6 nỗ lực điều tra nhưng vẫn không biết thủ phạm là ai cũng như trực thăng bị mất ở đâu.
- Trong khi đó, Alex đang nghỉ ở San Francisco với gia đình Sabina thì tình cờ phát hiện một tin nhắn hé lộ chị Jack thân thiết của mình có thể còn sống sau chuyện xảy ra ở Ai Cập. Alex vội đến Cairo để tìm. Ở đó, Alex lại bị sáu tên cướp trước đây thuộc Scorpia tấn công để trả mối thù giết ông chủ của họ. Alex tình cờ được đại tá Ali Manzour của Cơ quan Mật vụ Ai Cập giải cứu, nhưng ông ta buộc Alex rời khỏi Ai Cập. Alex tiếp tục tìm Jack, qua nhiều điều tra thì phát hiện chữ "Grimaldis" của Jack cào trên tường một phòng giam. Sau đó, trong quá trình điều tra, Alex bị bắt rồi bị xích vào một khối bê tông, sắp ném xuống biển, thì MI6 tình cờ biết được và Alex được Ben Daniels (Cáo) ở SAS cứu thoát, đưa về một trụ sở của MI6.

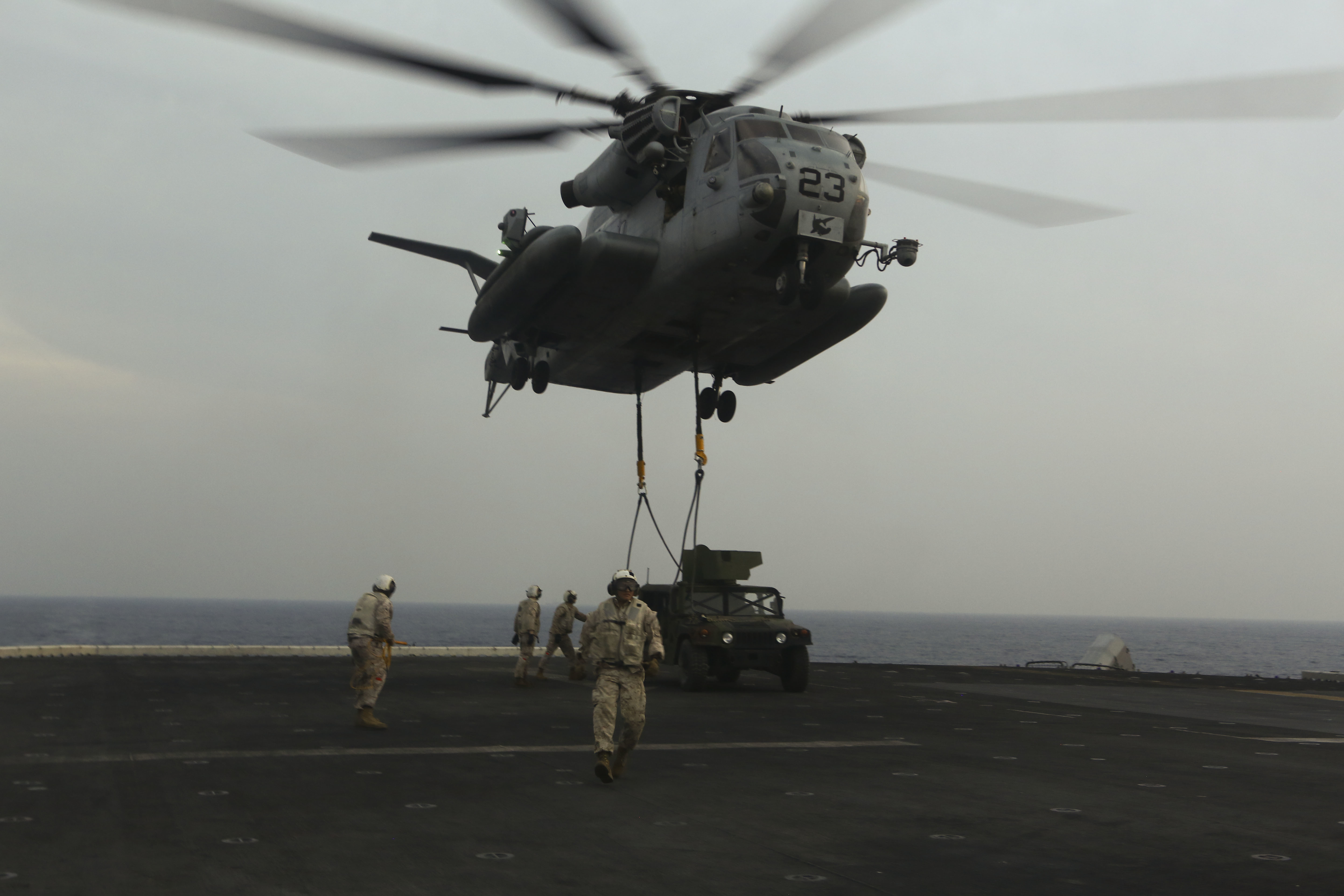
(Ảnh minh hoạ)

- Từ thông tin của Alex, bà Jones suy đoán rằng chiếc trực thăng bị đánh cắp để vận chuyển một lượng lớn vàng và đồ trang sức. Tuy nhiên, Alex điều tra lại biết được một nhóm tội phạm có âm mưu bắt cóc toàn bộ học sinh của một trường dành riêng cho con cháu tỷ phú, để đòi tiền chuộc. Quả nhiên, nhóm tội phạm do Grimaldis cầm đầu đã dùng trực thăng khổng lồ đánh cắp cẩu chiếc xe buýt chở 52 học sinh đang đi trên đường, rồi bay mất. Sau đó, Grimaldis thông báo đòi chuộc nhiều trăm triệu bảng Anh, nếu không sẽ giết tất cả các em bé.
- Trong quá trình giải cứu các học sinh, Alex tình cờ gặp Jack, mới rõ chính Grimaldis đã bắt cô cho âm mưu này để cô chăm nom những trẻ bị bắt cóc. Sau nhiều hiểm nguy cùng với nhiều hành động ly kỳ và rất nhiều nguy hiểm, cuối cùng mọi người đã cứu thoát được tất cả các cháu bé. Các bậc phụ huynh vô cùng mừng rỡ và gửi tặng Alex 5 triệu bảng Anh.
- Những hiểm nguy trải qua đều có thể phải trả giá bằng tính mạng, nhưng người dũng cảm “không bao giờ nói đến cái chết” (Never Say Die). Cuối cùng, Alex và Jack trở về nhà và chỉ mong muốn một cuộc sống bình thường như trước kia.

### Cuốn 12. Secret Weapon(vũ khí bí mật)

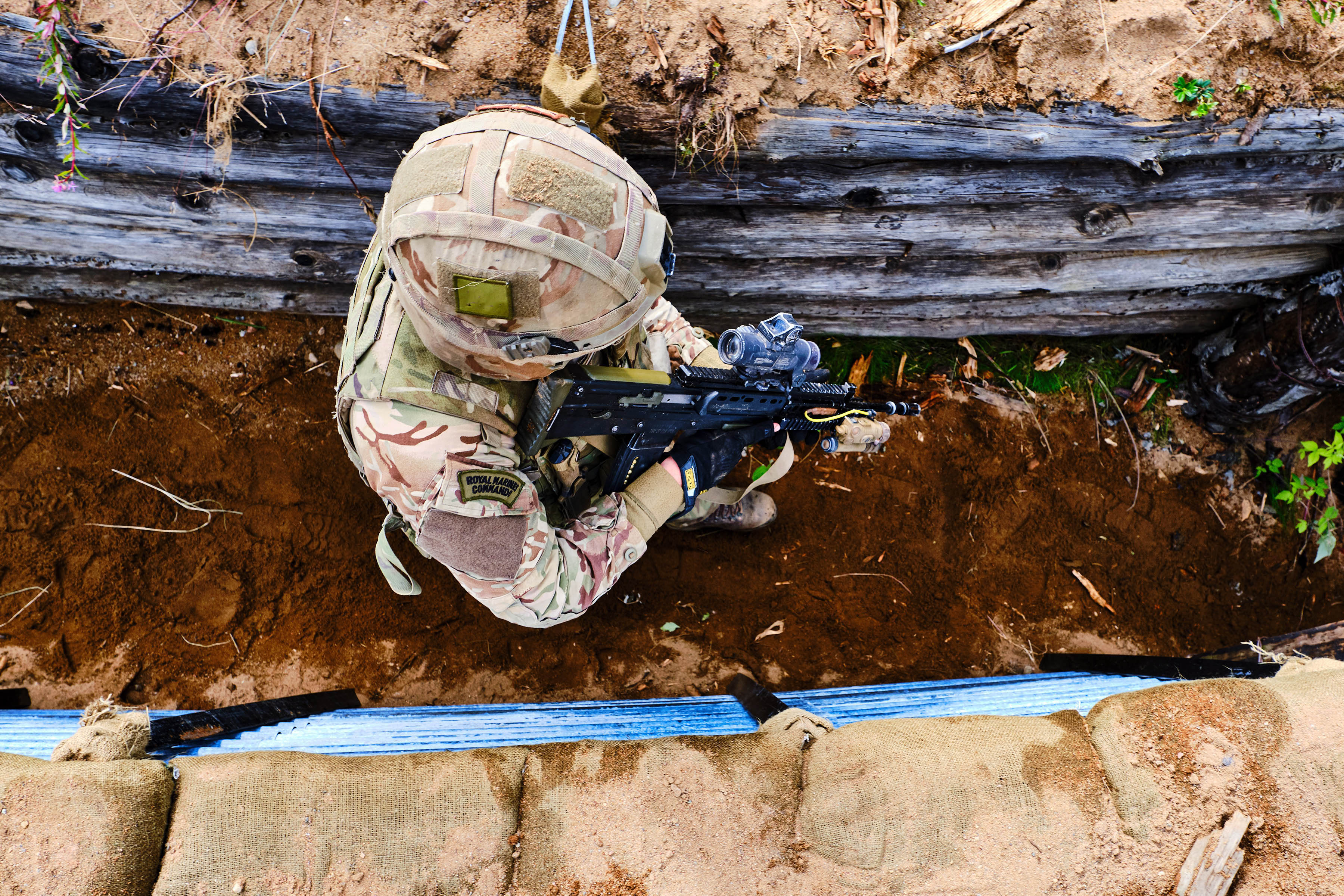
(Ảnh minh hoạ)

(Trong nguyên bản tiếng Anh, cuốn tiểu thuyết này dày 368 trang)
Cuốn này gồm bảy cuộc phiêu lưu của Alex Rider ngoài các nhiệm vụ được MI6 giao cho cậu ta, một số đã có ở các tập trước.
1. "Alex in Afghanistan" (Alex ở Afghanistan): Diễn ra sau Point Blanc (học viện Poanh blăng).
2. "The Man With Eleven Fingers" (người mười một ngón): Diễn ra sau Stormbreaker (máy tính Stômbrêcơ).
3. "High Tension" (căng thẳng cao độ): Diễn ra sau Point Blanc (học viện Poanh blăng).
4. "Secret Weapon" (vũ khí mật): Diễn ra sau Eagle Strike (cú đánh đại bàng).
5. "Tea With Smithers" (uống trà với giám đốc Smithers): Diễn ra sau Point Blanc (học viện Poanh blăng).
6. "Christmas At Gunpoint" (giáng sinh ở Gunpoint): Diễn ra trước Stormbreaker (máy tính Stômbrêcơ).
7. "Spy Trap" (Cạm bẫy gián điệp): Diễn ra sau Skeleton Key (đảo xương người).

### Cuốn 13 (tập cuối). Nightshade(bóng đêm)

(Ảnh minh họa)

(Trong nguyên bản tiếng Anh, cuốn tiểu thuyết này dày 432 trang).
- Sau khi Scorpia (hội bò cạp) sụp đổ, bà Jones phát hiện tổ chức tội phạm mới gọi là Nightshade (bóng đêm). Tổ chức này lấy vỏ bọc ngoài là một phong trào tôn giáo, nhưng bên trong lại tuyển các  trẻ em làm "tín đồ" thực hiện đầu độc và bắn lén bằng đồ chơi không người lái điều khiển từ xa. Tín đồ thực chất là điệp viên trẻ tuổi, có khuynh hướng quân sự hoặc tình báo, bị "tẩy não" và xóa ký ức, rồi được các ông trùm xưng là "đức Thầy" nhồi sọ và huấn luyện phục vụ "thần, thánh" của tôn giáo đó. Mỗi điệp viên này đều bị cài dưới da một thiết bị liên lạc đặc biệt để nhận các hướng dẫn của "đức Thầy" dưới dạng như "giọng nói của thần thánh mách bảo trong đầu". Tên mỗi điệp viên gọi bằng những chữ số, trong đó có William Jones là con trai thất lạc từ lâu của bà Jones mang số 7, còn Frederick "Freddy" Grey là số 9.[10]
- Sau vụ ám sát một đặc vụ MI6 ở Rio de Janeiro, một trong những sát thủ đã bị tóm là "số 9". Từ đó, bà Jones phát hiện ra đứa con gái thất lạc từ lâu của mình là Sofia Jones ở tổ chức này là "số 6", bạn thân của "số 9". Để điều tra Nightshade, bà Jones cử Alex  đóng vai Julius Grief (con nhân bản của TS Grief) tại nhà tù Gibraltar (xem cuốn 9), sau đó gia nhập tổ chức này với bí số 26. Nhờ vậy, Alex cứu được số 7 (con trai bà Jones) và phát hiện âm mưu ám sát hàng loạt tại một nhà thờ. Alex đã vô hiệu hóa hệ thống liên lạc giữa các "tín đồ" với "đức Thầy" chỉ huy, nên chặn được âm mưu này.[11] Đây là âm mưu dùng chất độc thần kinh VX của Dominic Royce. Ông ta là một Ngoại trưởng của chính phủ Anh, nhưng lại thông đồng với Nightshade nhằm tổ chức ám sát các người chống đối ông ta trong Nội các ở Cung điện Westminster.
- Trước đó, ở tư cách ngoại trưởng, Royce đã chê bai MI6 rồi bắt cơ quan này đóng cửa, còn bà Jones bị quản thúc ở nhà.  Sau đó, MI6 được phục hồi, bà Jones đánh lừa Nightshade, giả mạo cái chết của Royce rồi đưa ông ta đi "an dưỡng" tại cơ sở Gibraltar.[12][13]

## Các phiên bản và thể loại khác
Ngoài trọn bộ 13 cuốn nói trên, bộ tiểu thuyết này còn được khai thác từ một số nội dung trên nhiều khía cạnh khác nhau, tạo thành những phiên bản; sách nói, sách tra cứu, truyện ngắn, truyện tranh.

### Sách nói
Ngoài sách in, bộ truyện này còn phát hành dưới định dạng media là "sách nói" (audiobook) do Simon Prebble và Oliver Chris đọc. Thể loại này phát hành trên radio, định dạng MP3 hay CD và trên mạng.

### Sách bổ sung
- The Gadgets (tiện ích): để người đọc tra cứu (ngày 17 tháng 10 năm 2005)
- The Mission Files (các nhiệm vụ): liệt kê các nhiệm vụ Alex đã thực hiện từ cuốn 1 đến cuốn 7 (ngày 6 tháng 10 năm 2008)
- Stormbreaker - Behind the Scenes (hậu trường quay phim I): bên lề phim chiếu rạp 2006.
- Stormbreaker - The Official Script (kịch bản): Kịch bản gốc phim I, 2006 (phim chiếu rạp).

### Truyện ngắn
- Secret Weapon - xuất bản ngày 9 tháng 2 năm 2003 trongThe Sunday Times (sau cuốn "đảo xương người" Skeleton Key)
- Incident in Nice - xuất bản ngày 9 tháng 11 năm 2009 trong The Times (sau cuốn học viện Point Blanc)[16][17]
- Alex Underground - xuất bản ngày 8 tháng 8 năm 2008 trong News of the World (sau cuốn "Phi thuyền Thiên thần" Ark Angel)
- A Taste of Death - xuất bản trực tuyến tháng 3 năm 2012 nhờ World Book Day (sau cuốn học viện Point Blanc).

### Phụ chương
- Resistance to Interrogation phụ chương cho "Máy tính Stormbreaker" Stormbreaker
- Coda, phụ chương cho "Đầu rắn" Snakehead
- The White Carnation, phụ chương cho "Cò quay Nga" Russian Roulette (2014).

### Trò chơi điện tử
Nintendo DS - Alex Rider: Stormbreaker - Game

## Dư luận
Suốt 20 năm kể từ khi ra đời (năm 2000 phát hành cuốn 1) đến nay, bộ tiểu thuyết được đón chờ và bán chạy ở Anh và nhiều nước Âu, Mỹ. Tuy nhiên, cũng có phụ huynh cho rằng: truyện cho thiếu niên 9 – 15 tuổi là đối tượng chính của bộ truyện lại “bị” chịu nhiều cảnh bạo lực và lừa đảo.